# Intratuin
Intratuin is een franchisewinkelketen van Intratuin Holding b.v. met 53 tuincentra in Nederland, 3 in België en 11 in Duitsland. Het bedrijf werd in 1980 opgericht en is marktleider in Nederland en de grootste in de Benelux. De vestiging in Duiven is met 28.000m2 de grootste vestiging. 
Het aanbod bestaat vooral uit planten, bomen en struiken voor in de tuin en in huis. Het assortiment bestaat verder uit tuinartikelen zoals gereedschap, tuinaarde, tuinturf, mest, bestrating en vijvers. Ook verkoopt het bedrijf dierbenodigdheden en woonaccessoires. Vele vestigingen bieden plaats aan een bloembinderij. De tuincentra beschikken over een horeca-gedeelte voor het winkelend publiek. Jaarlijks is er een kerstshow. 
In 2015 nam Hubo Groep drie Belgische Intratuin-vestigingen over en fuseerde deze in 2017 samen met Walter van Gastel en Oh!Green (van de investeerders Pentahold en E-capital).
Intratuin is een holding sinds 2001.